# Паљике (Фојница)
Паљике је насељено место у Босни и Херцеговини у општини Фојница. Административно припада Федерацији Босне и Херцеговине, односно њеном Средњобосанском кантону. Према попису становништва из 2013. у насељу није било становника, а већинску популацију у предратном периоду чинили су Хрвати.

## Становништво
По последњем службеном попису становништва из 2013. године у овом насељу није било становника, а село је било етнички хомогено са већинском хрватском  популацијом.
| Националност | 2013. | 1991.       | 1981.       | 1971.       |
| Бошњаци      | —     | 0           | 9 (18,37%)  | 17 (27,42%) |
| Хрвати       | —     | 26 (100,0%) | 40 (81,63%) | 45 (72,58%) |
| Укупно       | 0     | 26          | 49          | 62          |